# Britta Boerdner
Britta Boerdner (* 1961 in Fulda) ist eine deutsche Schriftstellerin.

## Biografie
Britta Boerdner wuchs in Gelnhausen auf und absolvierte nach dem Abitur eine Ausbildung zur Buchhändlerin. Nach mehreren Berufsjahren begann sie ein Studium der Amerikanistik, Germanistik und Historischen Ethnologie an der Johann Wolfgang Goethe-Universität Frankfurt am Main und der University of California, Berkeley mit den Schwerpunkten Literatur- und Kulturwissenschaften. Mit einer Arbeit über Walker Evans’ fotografisches Werk („The Thing Is Such A Secret And So Unapproachable“) schloss sie das Studium mit dem Titel Magistra Artium ab. Während des Studiums arbeitete sie als Texterin und Redakteurin in einer Werbeagentur, schrieb Reiseberichte, Regionen- und Städteporträts, arbeitete an Kurzgeschichten und Essays.
1999 erfolgte die Veröffentlichung von „Bockenheimer Bouillabaisse“, einem Kriminalroman, bei dem sie als Co-Autorin mitwirkte (Eichborn-Verlag). 2009 wurde „Der Frankfurter Hauptfriedhof“ im Societätsverlag veröffentlicht, 2012 erschien „Was verborgen bleibt“ in der Frankfurter Verlagsanstalt. 2015 erhielt sie ein Stipendium des Hessischen Literaturrats für die Emilia-Romagna und das Stipendium „Inselschreiber Sylt“ der Sylt Foundation. In der Jurybegründung der Sylt Foundation hieß es: „Britta Boerdners Arbeitsprobe aus ihrem entstehenden Roman … beeindruckt mit atmosphärisch starken Bildern und überraschenden Wendungen. … So leicht wie präzise gelingt es ihr, größere Perspektiven auf kleinem Raum zusammenzubringen.“ Für die Förderperiode 2021 erhält sie ein Arbeitsstipendium des Künstlerhauses Lukas. 2022 erschien „Es geht um eine Frau“ in der Frankfurter Verlagsanstalt.
Britta Boerdner lebt und arbeitet in Frankfurt am Main.

## Veröffentlichungen
Romane und Bildbände
- Acht Orte – Acht Autor:innen (Anthologie), Henrich Editionen, Frankfurt 2025, ISBN 978-3-96320-081-6
- Es geht um eine Frau (Roman), Frankfurter Verlagsanstalt, Frankfurt 2022, ISBN 978-3-627-00299-2
- Am Tag, als Frank Z. in den Grünen Baum kam (Roman), Frankfurter Verlagsanstalt, Frankfurt 2017, ISBN 978-3-627-00235-0
- Was verborgen bleibt (Roman), Frankfurter Verlagsanstalt, Frankfurt 2012, ISBN 978-3-627-00185-8
- Der Frankfurter Hauptfriedhof (Essays zu einem Bildband), Societätsverlag, Frankfurt 2009, ISBN 978-3-7973-1147-4
- Bockenheimer Bouillabaisse (Kriminalroman, Co-Autorin), Eichborn Verlag, Frankfurt 1998, ISBN 978-3-8218-0540-5

In Zeitschriften und Anthologien
- Die Sache mit dem Mosaikstein, Frankfurter Allgemeine Zeitung, Juni 2016
- Lupo, der Wolf, Schleswig-Holstein-Zeitung, August 2015
- Eine Übung in Gelassenheit, MERIAN Sylt, Juni 2015
- Der Blick von unten, in: Sylt, ein Reiselesebuch, Ellert & Richter, März 2015
- Sylt von unten, Frankfurter Allgemeine Zeitung, März 2015
- Franz Reichelt, metamorphosen Nr. 35, April 2014

## Auszeichnungen
- Stipendium Inselschreiber Sylt 2015
- Stipendium des Hessischen Literaturrats/Hessisches Literaturstipendium 2015
- Stipendium des Künstlerhauses Lukas 2021